# بروس ك. هولواي
بروس ك. هولواي (بالإنجليزية: Bruce K. Holloway)‏ هو ضابط أمريكي، ولد في 1 سبتمبر 1912 في نوكسفيل في الولايات المتحدة، وتوفي في 30 سبتمبر 1999 في أورلاندو في الولايات المتحدة.